# アルベルト・タランティーニ
アルベルト・タランティーニ（Alberto Tarantini, 1955年12月3日 - ）は、アルゼンチン・ブエノスアイレス州出身の元同国代表サッカー選手。ポジションはディフェンダー（サイドバック）。史上初めて無所属の状態でワールドカップで得点を記録した。

## 来歴
ボカ・ジュニアーズ、CAリーベル・プレートとアルゼンチンリーグの2大クラブでプレーしたほか、ヨーロッパなどでも活躍した。
アルゼンチン代表としては61試合に出場し、2度ワールドカップに出場している。また、1978 FIFAワールドカップではアルゼンチン代表初のワールドカップ優勝を手にした。